# Tricyphona fenderiana
Tricyphona fenderiana är en tvåvingeart som först beskrevs av Alexander 1954.  Tricyphona fenderiana ingår i släktet Tricyphona och familjen hårögonharkrankar. Inga underarter finns listade i Catalogue of Life.